# Biserica de lemn din Sălătruc

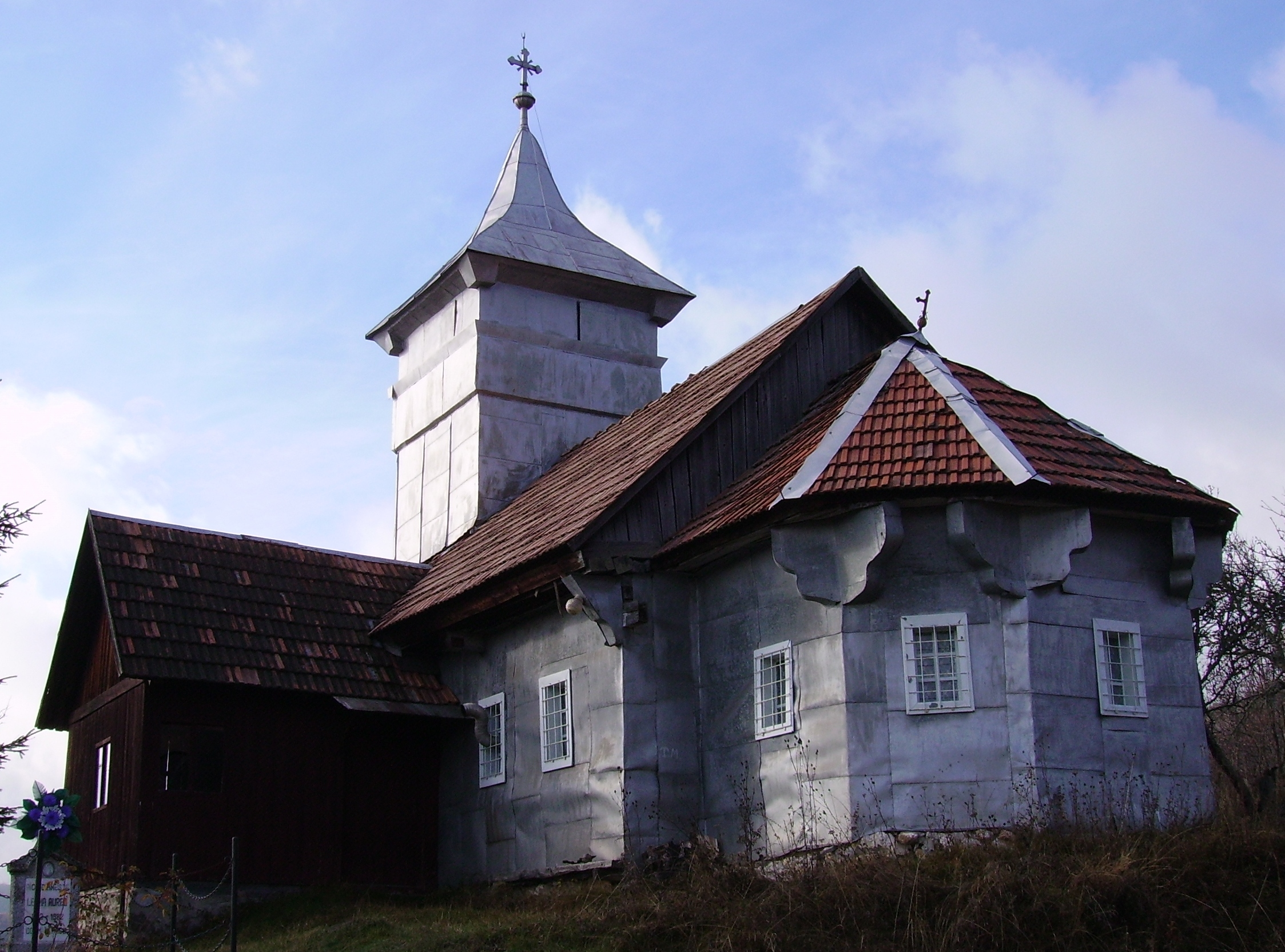
Biserica de lemn „Înălțarea Domnului” din cătunul Obârșa al satului Sălătruc, comuna Blăjeni, județul Hunedoara, foto: octombrie 2008.

Biserica de lemn din Sălătruc, comuna Blăjeni, județul Hunedoara a fost ridicată în anul 1830. Are hramul „Înălțarea Domnului”. Biserica nu se află pe noua listă a monumentelor istorice.

## Istoric și trăsături
Cea de-a doua biserică de lemn din comuna Blăjeni, închinată praznicului „Înălțării Domnului“, a fost ridicată, în cătunul Obârșa al satului Sălătruc, în primele decenii ale secolului al XIX-lea; un reper cronologic îl oferă chivotul cu colonete sculptate, executat în anul 1830. Pereții edificiului înfățișează planul dreptunghiular, cu absida pentagonală decroșată. Turnul-clopotniță robust, cu foișor închis și fleșă evazată, a fost învelit, la fel ca întreaga suprafață exterioară a bârnelor, în tablă zincată; doar la acoperișul propriu-zis s-a folosit țigla. În dreptul intrării sudice a fost adosat un pridvor închis din scânduri. Tencuiala interioară poate ascunde urmele unui eventual decor iconografic, atribuit, în acest caz, zugravului Ioan Cuc din Lupșa (jud. Alba), autorul picturii tâmplei (c.1865-1870). Dintre șantierele de reparație la care a fost supus lăcașul, cunoscute sunt doar cele din anii 1946 și 1968. Nici conscripțiile timpului și nici harta iosefină (1769-1773) nu atestă existența vreunei înaintașe.